# 索富卢

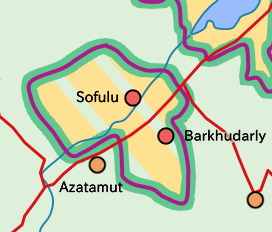
局部地图（Sofulu）

索富卢（羅馬化：Sofulu）是阿塞拜疆哈萨克区的一个飞地村庄，被亚美尼亚塔武什州环绕。
自1992年双方军事冲突以来，该地已被亚美尼亚军队占领。阿塞拜疆政府嚴禁外國公民前往该地，外國公民如進入以上地區，將被阿塞拜疆共和國永久拒絕入境，並列入「不受欢迎人物名单」。